# Sauron (geslacht)
Sauron is een geslacht van spinnen uit de familie hangmatspinnen (Linyphiidae).

## Soorten
De volgende soorten zijn bij het geslacht ingedeeld:
- Sauron fissocornis Eskov, 1995
- Sauron rayi (Simon, 1881)